# Чуманихина, Мария Яковлевна
Мария Яковлевна Чуманихина (26 августа 1935, Погост, Калужская область — 25 января 2005) — Заслуженный работник промышленности БССР (1985). Герой Социалистического Труда (1989). Почётный гражданин города Витебска (1995).

## Биография
Мария Яковлевна Чуманихина родилась 26 августа 1935 года в селе Погост Калужской области.
В 1958 году окончила Белорусский политехнический институт по специальности «Технология силикатов» и получила профессию инженер-технолог. По направлению института с 1958 по 1960 гг. работала мастером на Борисовском заводе «Красный металлист», с 1960 по 1965 гг. работала инженером-технологом цеха на заводе имени Дзержинского в Борисове. В 1965 году перешла на Борисовский завод пластмассовых изделий старшим инженером, а затем стала начальником прессового цеха. С 1967 по 1969 гг. работала на Гродненском комбинате стройматериалов инженером, начальником цеха. В 1973 году назначена на должность директора Сморгонского комбината силикатных изделий, а с 1976 года стала генеральным директором производственного объединения «Сморгоньсиликатобетон».
В 1978 году возглавила Витебский комбинат известковых материалов.
С 1991 года М. Я Чуманихина работала заместителем директора по кадрам и быту объединения «Доломит».
За многолетнюю и безупречную работу Мария Яковлевна награждена юбилейной медалью «За доблестный труд» (1970), орденами «Знак Почета» (1975), Трудового Красного Знамени (1981), «Октябрьской революции» (1986), двумя бронзовыми медалями ВДНХ СССР, Почётной грамотой Президиума Верховного Совета Республики Беларусь. В 1985 году М. Я. Чуманихиной было присвоено звание заслуженного работника промышленности БССР.
М. Я. Чуманихина неоднократно избиралась депутатом Витебского областного и городского Советов народных депутатов, а также депутатом Рубовского поселкового Совета депутатов.

## Награды и звания
- Медаль «За доблестный труд» (1970)
- Орден «Знак Почета» (1975)
- Орден Трудового Красного Знамени (1981)
- Орден «Октябрьской революции» (1986)
- Две бронзовые медали ВДНХ СССР
- Почётная грамота Президиума Верховного Совета Республики Беларусь
- Золотая медаль «Серп и Молот»
- Орден Ленина
- Герой Социалистического Труда (1989)
- Заслуженный работник промышленности БССР (1985)
- Почётный гражданин города Витебска (4.5.1995)[1]

## Память
- В честь М. Я. Чуманихиной осенью 2016 года на здании административного корпуса ПО «Доломит» установлена мемориальная доска.
- В посёлке Руба имя М. Я. Чуманихиной носит одна из улиц (Решение Рубовского поселкового Совета депутатов от 15.4.2014 № 4).
- В средней школе № 15 г. Витебска имя М. Я. Чуманихиной присвоено пионерской дружине.
- Имя М. Я. Чуманихиной присвоено средней школе № 15 г. Витебска[2][3]. На здании школы размещён мурал, посвящённый М. Я. Чуманихиной. Одна из экспозиций в школьном музее посвящена Герою.